# F353 Herluf Trolle
|  | For andre betydninger, se Herluf Trolle (flertydig) |
F353 Herluf Trolle var en dansk fregat. Fregatten var søsterskib til F352 Peder Skram og var bygget under det dansk-amerikanske cost-sharing-program af 8. maj 1959. 
Strøg kommando sidste gang den 4. januar 1988 og udgik af flådens tal i 1990. Solgt på auktion i 1992 og senere ophugget.